# Verein zur Errichtung einer Gemäldegalerie zu Düsseldorf
Der Verein zur Errichtung einer Gemäldegalerie zu Düsseldorf, kurz auch Städtischer Galerieverein genannt, war ein 1846 gegründeter Verein, der bis 1914 das Ziel der Errichtung einer Gemäldegalerie und des Aufbaus einer öffentlichen Kunstsammlung in Düsseldorf verfolgte.

## Geschichte
Nach einer öffentlichen Diskussion, die bereits am 3. Mai 1846 zu einer Generalversammlung interessierter Düsseldorfer Bürger geführt und die Projekte einer „Gemälde-Gallerie und Künstler-Halle“ hervorgebracht hatte, konstituierte sich am 1. Juli 1846 der „Verein zur Errichtung einer Gemälde-Gallerie zu Düsseldorf“, um aus seinen Mitgliedsbeiträgen zeitgenössische deutsche Malerei anzukaufen, insbesondere Werke der Düsseldorfer Malerschule, und um damit eine Kunstsammlung für ein öffentliches Museum in Düsseldorf aufzubauen. Unter dem Datum vom 6. September 1846 gab sich der Verein die entsprechenden Statuten. Demnach bildete er erstmals in einer Generalversammlung am 4. Oktober 1846 aus seiner Mitte einen nach außen handlungsbefugten Verwaltungsrat von 24 Personen, zu dem neben dem jeweiligen Oberbürgermeister und zwei Gemeinderäten auch ein fachkundiger Kreis von mindestens drei bis höchstens fünf Kunstmaler zählten. Bis Ende 1847 verbuchte der Verwaltungsrat des Vereins, dem Persönlichkeiten wie Joseph von Fuchsius, Andreas Achenbach, Heinrich Arnz, Anton Bloem, Julius Buddeus, Lorenz Cantador, Lorenz Clasen, Joseph Euler, Paul Joseph Kiederich, Friedrich Kühlwetter, Wolfgang Müller von Königswinter, Wilhelm von Schadow, Johann Wilhelm Schirmer, Karl Schnaase, Anton Schnitzler, Adolph von Spiegel-Borlinghausen und Rudolf Wiegmann angehörten, 166 Mitglieder, die Jahresbeiträge von insgesamt rund 1000 Talern einzahlten. Die Korporationsrechte wurden ihm am 14. Juni 1848 verliehen.
Durch seinen Namen bezog sich der Verein auf die renommierte Kunstsammlung der Gemäldegalerie Düsseldorf, die als „Galerie Électorale“ internationalen Ruf genossen und bis zu ihrer von Kurfürst Maximilian IV. veranlassten Fortschaffung im Jahr 1805 den Namen der Stadt Düsseldorf in die gebildete Welt getragen hatte. Als Kunstverein war der Städtische Galerieverein nach dem 1829 gegründeten Kunstverein für die Rheinlande und Westfalen der zweite seiner Art in Düsseldorf. Nach dem Bau der Kunsthalle Düsseldorf (1881) wurden 51 Gemälde, welche die Stadt Düsseldorf von dem Verein mit der Verpflichtung mittlerweile in ihren Besitz genommen hatte, sie als ihr bleibendes, weder zu veräußerndes noch zu verpfändendes Eigentum zu betrachten, von der städtischen Tonhalle in das neue Ausstellungsgebäude überführt. 1904 war die durch den Verein gestiftete städtische Kunstsammlung auf 177 Werke angestiegen. Der Maler Hermann Krüger hinterließ dem Verein 1908 neben einem Gemälde von Andreas Achenbach einen Kapitalstock von 100.000 Mark für den Ankauf von Gemälden aus Zinserträgen. Am 1. Juli 1913 rang sich die Stadt dazu durch, ihren Kunstschatz, zu dem 415 Gemälde der Düsseldorfer Malerschule zählten, durch Gründung einer eigenen Museumsorganisation zu unterlegen. Dieses Museum trägt heute den Namen Museum Kunstpalast. Als mit Karl Koetschau ein Museumsdirektor fest anstellt war und die Vereinsziele als erreicht galten, löste sich der Verein 1914 auf.
Zu den bekannteren Gemälden, die durch den Städtischen Galerieverein in die Kunstsammlung der Stadt Düsseldorf gelangten, zählen Die Haugianer (1848), Die Belagerung (1849), Die Weinprobe (1853), Im Park der Villa Borghese (1886) und Die letzte Aussage (1910).